# Németkér
Németkér är en ort i Ungern.   Den ligger i provinsen Tolna, i den centrala delen av landet, 90 km söder om huvudstaden Budapest. Németkér ligger 148 meter över havet och antalet invånare är 1 901.